# Everything Is Broken (singolo)
Everything is Broken è un singolo discografico del cantautore statunitense Bob Dylan tratto dal suo album Oh Mercy del 1989. Il testo della canzone descrive il distacco di Dylan dal suo mondo al momento della stesura del brano. La traccia inclusa in Oh Mercy è una rielaborazione dell'aprile 1989 di una take registrata il mese precedente.
Uno dei provini iniziali scartati, inciso da Dylan a metà marzo 1989 a New Orleans, fu incluso in The Bootleg Series Vol. 8 - Tell Tale Signs: Rare and Unreleased 1989-2006 del 2008.

## Composizione
Originariamente incisa con il titolo Broken Days nel marzo 1989, Dylan riscrisse interamente la canzone in aprile, dandogli il titolo attuale. In un'intervista rilasciata a Nigel Williamson (autore di The Rough Guide to Bob Dylan), il produttore di Oh Mercy, Daniel Lanois, descrisse la lavorazione del pezzo da parte di Dylan:
(Daniel Lanois)

## Cover
- Kenny Wayne Shepherd (Noah Hunt alla voce) in Trouble Is... (1997)
- R. L. Burnside in Tangled Up in Blues – Songs of Bob Dylan (1999)
- Bettye LaVette in Thankful 'N Thoughtful (2012)
- Tim O'Brien in Red on Blonde (1996)
- Sheryl Crow featuring Jason Isbell in Threads (2019)